# Isosturmia pruinosa
Isosturmia pruinosa är en tvåvingeart som beskrevs av Chao och Sun 1992. Isosturmia pruinosa ingår i släktet Isosturmia och familjen parasitflugor.
Artens utbredningsområde är Hunan (Kina). Inga underarter finns listade i Catalogue of Life.